# Lodewijk Jan Maria van Bourbon
Lodewijk Jan Maria van Bourbon (Rambouillet, 16 november 1725 - Vernon, 4 maart 1793), Frans: Louis Jean Marie de Bourbon, was een Franse edelman en de hertog van Penthièvre. Voor de Franse Revolutie was hij de rijkste man in Frankrijk. Via vaderszijde was Lodewijk Jan een kleinzoon van koning Lodewijk XIV van Frankrijk. Hij was ook de grootvader van de latere koning Lodewijk Filips I van Frankrijk.
In tegenstelling tot andere familieleden werd hij tijdens de Franse Revolutie gespaard door de opstandelingen en de radicalen. Hij was namelijk enorm gerespecteerd door het volk vanwege zijn filantropie. Hij hoefde, door zijn overlijden, niet meer mee te maken hoe zijn enige nog levende dochter werd gearresteerd in april 1793.

## Biografie

### Jeugd en carrière

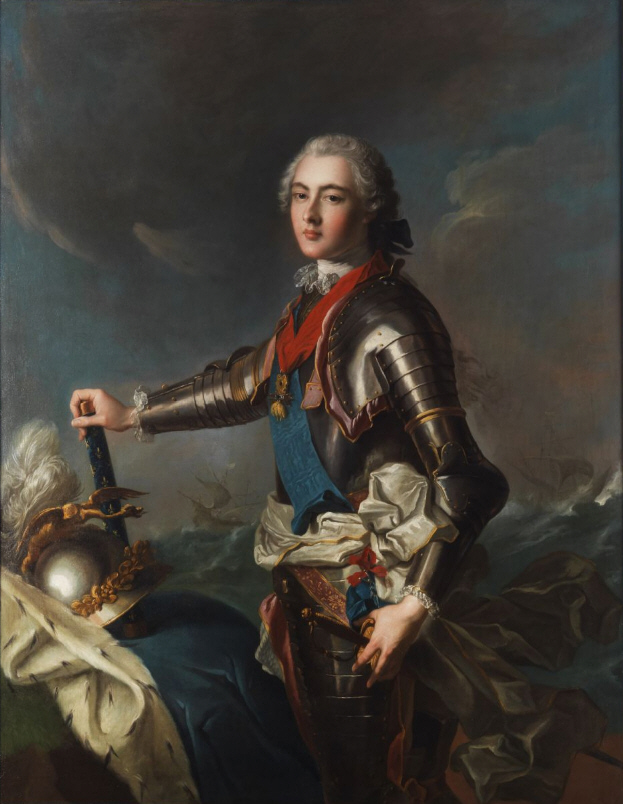
Portret van hertog Lodewijk Jan.

Lodewijk Jan Maria van Bourbon werd geboren op 16 november 1725 in het kasteel van Rambouillet. Enkele uren na zijn geboorte kreeg hij de titel Hertog van Penthièvre. Hij was een zoon van Lodewijk Alexander van Bourbon en Marie Victoire de Noailles. Zijn vader was de jongste zoon van koning Lodewijk XIV van Frankrijk en diens beroemde maîtresse Madame de Montespan. Lodewijk Jan had een hechte band met koning Lodewijk XV van Frankrijk doordat zijn moeder ook een speciale band had met hem, ze was een soort van moeder voor de koning. De hechte band kwam vooral doordat ze elkaar zo vaak zagen. De jonge koning was ook zijn peetoom.
Op 2 juli 1733, toen hij zes jaar oud was, kreeg hij de titel Veldmaarschalk en het jaar daarop werd hij Luitenant-Generaal. Toen zijn vader, Lodewijk Alexander van Bourbon, op 1 december 1737 overleed erfde Lodewijk Jans diens militaire en koninklijke titels. Daardoor werd hij: Admiraal van Frankrijk, maarschalk van Frankrijk en gouverneur van Bretagne. In 1740 kreeg hij van de koning de Orde van het Gulden Vlies en in 1742 werd hij benoemd in de Orde van de Heilige Geest. Hij diende het leger onder zijn oom van moederskant, Adrien-Maurice, de (derde) hertog de Noailles, en leverde geweldige veldslagen bij Karlstein am Main (in die tijd Dettingen) en tijdens de Slag bij Fontenoy. Tijdens de Slag bij Dettingen vocht hij onder andere tegen de Britse koning George II van Groot-Brittannië.

### Huwelijk
Als de bezitter van een van de grootste fortuinen in Europa was Lodewijk Jan een zeer aantrekkelijke huwelijkskandidaat, vooral gezien zijn nauwe banden met de Franse koninklijke familie. Er werd gezegd dat hij zou trouwen met Louise Henriëtte van Bourbon, de oudste kleindochter van zijn tante Louise Françoise van Bourbon. Zijn moeder wilde dit graag om zo leden van andere takken van het Huis van Frankrijk te verzoenen. Dit ging echter niet door omdat de moeder van Louise Henriëtte, Louise Elisabeth van Bourbon, zou gaan trouwen met Lodewijk Filips I van Orléans, de erfgenaam van het Huis Orléans.
Op negentienjarige leeftijd huwde Lodewijk Jan met Maria Theresia Félicia van Modena, een dochter van Francesco III d'Este, de soevereine hertog van het Hertogdom Modena en Reggio en hertogin Charlotte Aglaë van Orléans. Het huwelijk vond plaats op 29 december 1744 in het Kasteel van Versailles in aanwezigheid van de koning, leden van de koninklijke familie en het hof in 1744. Het jong getrouwde koppel nam hun intrek in een van de appartementen van het Kasteel van Versailles. Deze appartementen waren eerst in het bezit van zijn grootmoeder Madame de Montespan. Deze ruimtes werden gebruikt door de hertog en diens familie tot de regering van koning Lodewijk XVI van Frankrijk. Toen hij de troon besteeg werden de appartementen aan diens tantes gegeven, de ongehuwde dochter van koning Lodewijk XV.
Het koppel kreeg zeven kinderen, maar er waren slechts twee die hun jeugd overleefden. De gevolgen van de bloedverwantschap werden genegeerd:
- Lodewijk Marie van Bourbon (1746-1749), de hertog van Rambouillet;
- Lodewijk Alexander (1747-1768), was de prins van Lamballe en huwde met Maria Louise van Savoye, oftewel Mademoiselle de Carigan. Zijn vrouw werd een zeer goede vriendin van koningin Marie Antoinette van Oostenrijk. Hij stierf zeer onverwacht op twintigjarige leeftijd aan een geslachtsziekte. In tegenstelling tot zijn wijze vader was hij losbandig.
- Jan Marie van Bourbon (1748-1755), hertog van Châteauvillain;
- Vincent Marie Lodewijk van Bourbon (1750-1752), graaf van Guingamp;
- Marie Louise van Bourbon, Mademoiselle de Penthièvre (1751-1753)
- Louise Marie Adélaïde van Bourbon, Mademoiselle de Penthièvre (1753-1821), huwde met hertog Lodewijk Filips van Orléans, Philippe Égalité. Hierdoor werd ze de moeder van de latere koning Lodewijk Filips I van Frankrijk. Het echtpaar scheidde in 1790.
- Lodewijk Marie van Bourbon (1754)

In 1754 stierf Maria Theresia, uitgeput door het moederschap. Haar dood schokte hem dusdanig dat hij niet meer hertrouwde.

### Later leven

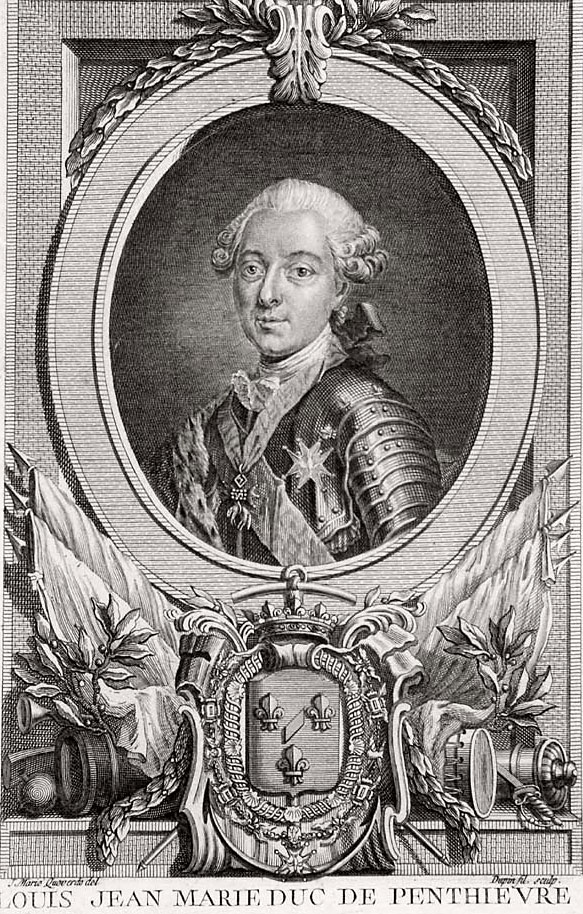
Lodewijk Jan, de rijkste man van Frankrijk, vóór de Franse Revolutie

Na de dood van zijn vrouw, leefde de hertog aanzienlijk ver weg van het hof in Versailles. Hij verdeeld zijn tijd tussen het Kasteel van Rambouillet en het Kasteel van Sceaux. De hertog wijdde de meerderheid van de rest van zijn leven aan de verstrekking van liefdadigheid. Zijn grootste passie was zijn verzameling horloges, die hij graag zelf aanpaste en repareerde. Tijdens de Franse Revolutie, gaf hij in het Kasteel van Sceaux onderdak aan de dichter Jean Pierre Claris de Floria, die vroeger een van zijn kamerheren en secretarissen op het Kasteel d'Anet was geweest.
In 1791 verhuisde hij naar het Kasteel van Bizy te Vernon in Normandië. In april van datzelfde jaar kwam ook zijn dochter naar Bizy, die toen haar man had verlaten. Lodewijk Jan werd enorm gerespecteerd door het volk vanwege zijn filantropie, de hertog kreeg nooit last van opstandelingen of radicalen, terwijl de Franse Revolutie vorderde. Anderen in zijn directe familie werden niet gespaard. Op 3 september 1792 werd zijn schoondochter, de prinses van Lamballe, Maria Louise van Savoye, op brute wijze vermoord. Op 21 januari 1793 werd zijn neef, koning Lodewijk XVI geëxecuteerd. Hij hoefde echter niet meer mee te maken dat zijn enige nog levende dochter, Louise Marie Adélaïde, in april 1793 werd gearresteerd, omdat hij op 68-jarige leeftijd op 4 maart overleed. In de nacht van 6 op 7 april werd zijn lichaam overgebracht naar Dreux, waar het werd bijgezet in de familiecrypte in de Collégiale Saint-Étienne.
Negen maanden later, in de namiddag van 21 november 1793, braken een groep radicale jakobijnen en hun werklui in de kapel in, met als voorwendsel lood te zoeken en de feodale symbolen te vernietigen, die onlangs verboden waren. Ze vernielden de wapenschilden, ontwortelden de doodskisten en gaven de stoffelijke resten van de koninklijke familie Penthievre een gewone pauperbegrafenis, in een met kalk bedekte kuil op het nabijgelegen kerkhof van de kanunniken. Een soortgelijke behandeling was onlangs gegeven aan de stoffelijke resten van de geëxecuteerde neef van de hertog, koning Lodewijk XVI, in Parijs, en aan hun voorouders. De overval had 1.252 pond lood opgeleverd voor hergebruik als munitie om op de vijanden van de Revolutie te schieten. In 1798 werden de overblijfselen van de kapel geveild en door de succesvolle bieder, een houthandelaar uit Chartres, gesloopt als recycleerbaar bouwmateriaal. Pas in 1816 werd de kapel van Orléans herbouwd, waar zijn stoffelijke resten werden overgebracht.

## Eretekens
- Spanje: Orde van het Gulden Vlies (1740)
- Frankrijk: Orde van de Heilige Geest (1742)

## Voorouders
| Voorouders van Lodewijk Jan Maria van Bourbon | Voorouders van Lodewijk Jan Maria van Bourbon                                            | Voorouders van Lodewijk Jan Maria van Bourbon                                            | Voorouders van Lodewijk Jan Maria van Bourbon                                            | Voorouders van Lodewijk Jan Maria van Bourbon                                            | Voorouders van Lodewijk Jan Maria van Bourbon                                            | Voorouders van Lodewijk Jan Maria van Bourbon                                            | Voorouders van Lodewijk Jan Maria van Bourbon                                            | Voorouders van Lodewijk Jan Maria van Bourbon                                            |
| --------------------------------------------- | ---------------------------------------------------------------------------------------- | ---------------------------------------------------------------------------------------- | ---------------------------------------------------------------------------------------- | ---------------------------------------------------------------------------------------- | ---------------------------------------------------------------------------------------- | ---------------------------------------------------------------------------------------- | ---------------------------------------------------------------------------------------- | ---------------------------------------------------------------------------------------- |
| Overgrootouders                               | Lodewijk XIII van Frankrijk (1601-1643) ∞ 1615 Anna van Oostenrijk (1601-1666)           | Lodewijk XIII van Frankrijk (1601-1643) ∞ 1615 Anna van Oostenrijk (1601-1666)           | Gabriel de Rochechouart de Mortemart (1600-1675) ∞ Diane de Grandseigne (1615-1666)      | Gabriel de Rochechouart de Mortemart (1600-1675) ∞ Diane de Grandseigne (1615-1666)      | Anne de Noailles (1613-1678) ∞ Louise Boyer (1632-1697)                                  | Anne de Noailles (1613-1678) ∞ Louise Boyer (1632-1697)                                  | Ambroise-François de Bournonville ∞ Lucrèce Françoise de La Vieuville                    | Ambroise-François de Bournonville ∞ Lucrèce Françoise de La Vieuville                    |
| Grootouders                                   | Lodewijk XIV van Frankrijk (1638-1715) ∞ Madame de Montespan (1640-1707)                 | Lodewijk XIV van Frankrijk (1638-1715) ∞ Madame de Montespan (1640-1707)                 | Lodewijk XIV van Frankrijk (1638-1715) ∞ Madame de Montespan (1640-1707)                 | Lodewijk XIV van Frankrijk (1638-1715) ∞ Madame de Montespan (1640-1707)                 | Anne-Jules de Noailles (1650-17087) ∞ Marie-Françoise de Bournonville (1656-1748)        | Anne-Jules de Noailles (1650-17087) ∞ Marie-Françoise de Bournonville (1656-1748)        | Anne-Jules de Noailles (1650-17087) ∞ Marie-Françoise de Bournonville (1656-1748)        | Anne-Jules de Noailles (1650-17087) ∞ Marie-Françoise de Bournonville (1656-1748)        |
| Ouders                                        | Lodewijk Alexander van Bourbon (1678-1737) ∞ 1723 Marie Victoire de Noailles (1688-1766) | Lodewijk Alexander van Bourbon (1678-1737) ∞ 1723 Marie Victoire de Noailles (1688-1766) | Lodewijk Alexander van Bourbon (1678-1737) ∞ 1723 Marie Victoire de Noailles (1688-1766) | Lodewijk Alexander van Bourbon (1678-1737) ∞ 1723 Marie Victoire de Noailles (1688-1766) | Lodewijk Alexander van Bourbon (1678-1737) ∞ 1723 Marie Victoire de Noailles (1688-1766) | Lodewijk Alexander van Bourbon (1678-1737) ∞ 1723 Marie Victoire de Noailles (1688-1766) | Lodewijk Alexander van Bourbon (1678-1737) ∞ 1723 Marie Victoire de Noailles (1688-1766) | Lodewijk Alexander van Bourbon (1678-1737) ∞ 1723 Marie Victoire de Noailles (1688-1766) |
| Lodewijk Jan Maria van Bourbon (1725-1793)    |                                                                                          |                                                                                          |                                                                                          |                                                                                          |                                                                                          |                                                                                          |                                                                                          |                                                                                          |